# Pastovce
Pastovce, ungarisch Ipolypásztó (bis 1927 slowakisch „Pastuchov“) ist eine Gemeinde im Okres Levice innerhalb des Nitriansky kraj in der Slowakei mit etwa 500 Einwohnern.

## Geographie

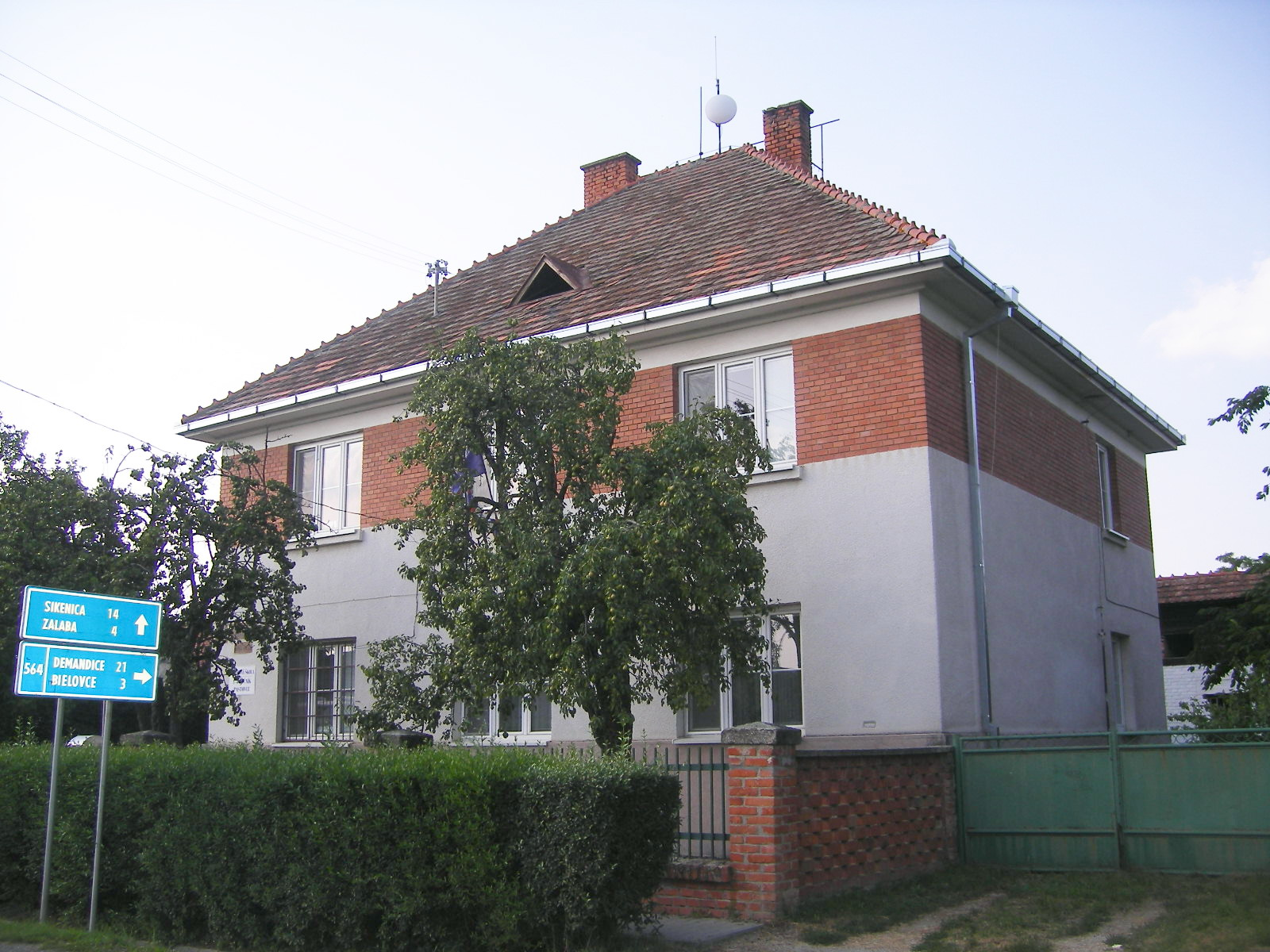
Das Rathaus und die Schule von Pastovce

Die Gemeinde liegt in der Ipeľská pahorkatina („Eipel-Hügelland“), welche zum slowakischen Donautiefland gehört. Sie liegt am rechten Ufer des Grenzflusses Ipeľ, gleich gegenüber der ungarischen Gemeinde Vámosmikola; dort besteht jedoch keine Verbindung. Pastovce liegt an der Landesstraße 564 und ist 21 Kilometer nördlich von Štúrovo, 30 Kilometer südwestlich von Šahy und 40 Kilometer südlich von Levice entfernt.

## Geschichte
Im heutigen Gemeindegebiet sind Funde der Lengyel-Kultur, aus der Hallstatt- und Laténezeit nachgewiesen, ebenso wie eine slawische Grabstätte. Der heutige Ort wird zum ersten Mal 1135 als Paztuh schriftlich erwähnt und hatte das Fischfang-Recht. Im 14. Jahrhundert war sie von der Familie Pásztó beherrscht, 1554 der Burg Lewenz. Nach den verheerenden Türkenkriegen erwarb den Ort die Familie Esterházy, die bis ins 19. Jahrhundert Eigentümer waren. Ein Tag nach den Ostern 1774 brannte der ganze Ort aus.
Bis 1919 lag der Ort im Komitat Hont im Königreich Ungarn und kam danach zur neu entstandenen Tschechoslowakei. 1938–45 war er auf Grund des Ersten Wiener Schiedsspruches noch einmal ein Teil Ungarns.

## Bevölkerung
| Jahr                | 1994 | 2004    | 2014    | 2024    |
| ------------------- | ---- | ------- | ------- | ------- |
| Anzahl der Personen | 561  | 544     | 503     | 479     |
| Unterschied         |      | −3,03 % | −7,53 % | −4,77 % |

| Jahr                | 2023 | 2024    |
| ------------------- | ---- | ------- |
| Anzahl der Personen | 487  | 479     |
| Unterschied         |      | −1,64 % |